# 象牙小虎介
象牙小虎介（学名：Kotoracythere eburalia）为真花介科小虎介屬下的一个种。